# Netflow
Netflow — мережевий протокол, призначений для обліку мережевого трафіку, розроблений компанією Cisco Systems. Є фактично промисловим стандартом і підтримується не тільки обладнанням Cisco, а й багатьма іншими пристроями (зокрема, Juniper і Enterasys). Також існують вільні реалізації для UNIX-подібних систем.
Аналізуючи дані, надані NetFlow, адміністратор мережі може визначити джерело та призначення трафіку, клас обслуговування та причини перевантаження.
Існує кілька версій протоколу, найпоширенішими з яких на 2011 рік є версії 5 і 9. На основі версії 9 також розроблено відкритий стандарт під назвою IPFIX (Internet Protocol Flow Information eXport - експорт інформації про потоки IP).

## Архітектура

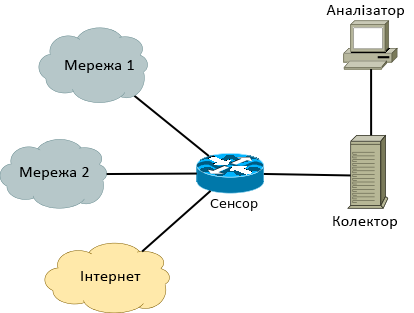
Архітектура NetFlow

NetFlow для передавання даних про трафік колектора використовує UDP або SCTP. Як правило, колектор слухає порт 2055, 9555 або 9995.
Для збору інформації про трафік за протоколом NetFlow потрібні такі компоненти:
- Сенсор. Збирає статистику щодо трафіку, який через нього проходить. Зазвичай це L3-комутатор або маршрутизатор, хоча можна використовувати й окремі сенсори, які отримують дані шляхом дзеркалення порту комутатора.
- Колектор. Збирає одержувані від сенсора дані і поміщає їх у сховище.
- Аналізатор. Аналізує зібрані колектором дані і формує придатні для читання людиною звіти (часто у вигляді графіків).